# Inanda sulcicollis
Inanda sulcicollis är en skalbaggsart som beskrevs av Karl Henrik Boheman 1857. Inanda sulcicollis ingår i släktet Inanda och familjen Melolonthidae. Inga underarter finns listade i Catalogue of Life.